# Санко Милтеновић
Санко Милтеновић (1335 — 1372) био је властелин из Хума који припада лози породице Санковићи.
Санков отац је жупан Милтен Драживојевић од кога је наследио титулу жупана. Санко је имао брата Градоја Драживојевића и сестру Радачу.
Први пут Санко је поменут 1335. Добија дубровачко грађанство 1348. Са титулом казнац помиње се од 1366. Санко је био међу противницима босанског бана Твртка Котроманића 1366-1367. Мало касније, 1368. Санко је пришао српском обласном господару Николи Алтомановићу.
Након смрти кнеза Војислава Војиновића, 1363. године, проширио је своју власт на жупу Дабар и Попово поље. Поред Дабра, он је у својим рукама држао и Трусину, Попово и Сланско приморје, практично читав источни Хум. Неколико година добијао је и могориш од Дубровчана. У лето 1366. забилежено је да је имао титулу казнаца. У два наврата се одметао од босанског владара. Оба пута је био поражен, али му је Твртко опраштао.
На крају је и погинуо предводећи Тврткову војску у борби против људи жупана Николе Алтомановића, између средине 1370. и лета 1372. негде у околини Требиња. По Мавру Орбину настрадао у борби са Николом Алтомановићем. Имао је синове Бељака, Радича и ћерку Драгну.